# Майкл Едвардс (письменник)
Майкл Едвардс (англ. Michael Edwards;нар. 29 квітня 1938, Лондон) — британський та французький поет, літературний критик, член Французької академії з 2013 року.

## Біографія
Народився 29 квітня 1938 року в лондонському районі Барнс (боро Річмонд-апон-Темс), у школі почав вивчати французьку мову, обрав французьку для вивчення й пізніше в Кембриджському університеті, продовжив освіту у Франції. Поет і літературний критик публікувався двома мовами, але згодом частіше — французькою. Одружився з француженкою, отримав французьке громадянство.
Фахівець з Шекспіра, Расіна (написав про нього дисертацію, проживши у Франції з 1961 до 1965 року) та Рембо. У 1989—1990 роках — доцент Університету Париж XII Валь-де-Марн, в 1998 — запрошений професор Вищої нормальної школи. До 2002 року викладав в Ворикському університеті англійську та французьку мови, а також читав курс порівняльного літературознавства. Професор Колеж де Франс, з 2002 по 2008 рік, завідував кафедрою літературної творчості англійською мовою. У 1973 році заснував журнал Prospice, постійний автор британського видання The Times Literary Supplement, у своїх статтях досліджує зв'язки між англійською та французькою поезією.21 лютого 2013 року в третьому турі голосування обраний до Французької академії 16 голосами з 28 і зайняв крісло № 31, що залишалося вакантним після смерті Жана Дютура.